# 張宗慈
張宗慈（1940年—）是一名游泳運動員，主攻蛙式項目。父親是中華民國海軍軍官，她從小生長於香港，後舉家赴台。在哥哥、姊姊張宗慧及同伴耳濡目染之下她投入了游泳運動，並在短時間進步神速，於台灣省運動會屢屢奪冠並打破紀錄，在民國四十年代有台灣「蛙后」的美譽，保持多項全國紀錄，被譽為東方「美人魚」。她代表國家參加了1954年亞洲運動會、1958年亞洲運動會，總計獲得一銀一銅的成績。此後曾參與首屆中國小姐選拔，最終獲得第六名。後定居美國，活躍於南加州華人社區公共事務。
兒子郭志是一名律師，曾投資NBA發展聯盟球隊。

## 個人紀錄
- 100公尺蛙式－1:31.4
- 200公尺蛙式－3:12.8
- 100公尺蝶式－1:37.4